# Michael Ludwig (politico)
Michael Ludwig (Vienna, 3 aprile 1961) è un politico austriaco, sindaco della città di Vienna e governatore dell'omonimo Land dal 2018.